# Of Course He's Dead
"Of Course He's Dead" ("É claro que ele está morto" em português) é o último episódio da décima segunda temporada de Two And a Half Men. Foi exibido no dia 19 de fevereiro de 2015. O episódio marca o final da série após 262 episódios divididos em doze temporadas. O episódio atraiu o maior público do programa desde abril de 2013, com 13,52 milhões de espectadores em sintonia com o final.

## Enredo
Alan (Jon Cryer) recebe uma carta de que Charlie Harper tem US$ 2,5 milhões em royalties não reclamados. Ele precisa da certidão de óbito de Charlie para reivindicar o dinheiro, mas não consegue encontrar uma e percebe que sua única prova é a palavra de Rose (Melanie Lynskey). A evidência de que Charlie pode estar vivo aumenta depois que o dinheiro da realeza é reivindicado por uma parte desconhecida, e Alan e Evelyn  (Holland Taylor) recebem mensagens ameaçadoras. Enquanto isso, Jenny (Amber Tamblyn) recebe um cheque de US$ 100.000, juntamente com uma nota de desculpas, e um pacote endereçado a Charlie chega à casa, contendo seu uísque, charutos e uma faca que ele usou quando perseguiu Alan pela casa. Várias mulheres do passado de Charlie, incluindo Mia (Emmanuelle Vaugier), Chelsea (Jennifer Taylor) e Dolores Pasternak (Missi Pyle), são mostradas recebendo cheques e cartas de desculpas personalizadas.
Enquanto isso, Rose é mostrada segurando um prisioneiro em seu porão. Após as escapadas em cativeiro desconhecidas, Rose retorna à casa de praia para informar Alan e Walden (Ashton Kutcher) que Charlie está vivo e irá explicar toda a história. Enquanto estava em Paris, Rose pegou Charlie na cama com uma prostituta, uma mímica e uma cabra. Quando Charlie a alcançou na estação de trem, ela tentou vingar a infidelidade dele, empurrando-o no caminho de um trem que se aproximava, mas a cabra acabou levando a queda. Rose voltou para os Estados Unidos e segurou Charlie contra sua vontade dentro de seu porão até que ele escapasse. Depois de ouvir isso, Evelyn e Rose se escondem, enquanto Walden, que também recebe uma mensagem ameaçadora, decide ir à polícia com Alan, onde conversam com o tenente Wagner (Arnold Schwarzenegger). De volta à casa, eles encontram recortes de papelão em tamanho real, usando laços com alvos no peito. Temendo por sua vida, Alan liga para Judith (Marin Hinkle), Kandi (April Bowlby) e Lyndsey (Courtney Thorne-Smith) para lhes contar o quanto elas significaram para ele. Da mesma forma, Walden chama Bridget (Judy Greer) e Zoey (Sophie Winkleman) para pedir desculpas por como ele se comportou com cada um deles. Todas as mulheres fingem emoção, apesar de serem geralmente desdenhosas, e Lyndsey vende o anel de noivado de Alan em uma loja de penhores nas suas costas.
Jake Harper (Angus T. Jones) aparece e informa Alan e Walden que ele deixou o Exército e agora é casado e vive no Japão. Ele menciona ter recebido um cheque de US$ 250.000 e uma nota dizendo "Estou vivo", mas não descobriu quem enviou a carta. Jake então apostou com o dinheiro em Las Vegas, gerando US$ 2,5 milhões em ganhos. Depois que Jake sai, Alan e Walden são contatados por Wagner, que os informa que ele capturou Charlie, mas a câmera revela que o homem é realmente Christian Slater, vestido com roupas semelhantes às de Charlie. Alan, Walden e Berta (Conchata Ferrell), agora acreditando que Charlie está na prisão, comemoram relaxando nas espreguiçadeiras enquanto fumam charutos de Charlie e bebem uísque, quando vêem um helicóptero carregando um piano de cauda, semelhante ao que Charlie usava para brincar, aproximando-se da casa. Os três ponderam se Wagner pegou o homem certo, mas rapidamente ignoram. Charlie, mostrado apenas por trás, se aproxima da casa de praia e toca a campainha, mas antes que alguém atenda à porta, ele é morto quando o helicóptero deixa o piano cair. A câmera então se afasta para revelar o set da série e Chuck Lorre, sentado na cadeira do diretor. Ele diz "Vencendo!", Pouco antes de um segundo piano de cauda cair sobre ele.

## Produção
Antes do final, havia muita especulação sobre se o ex-ator Charlie Sheen repetiria seu papel como Charlie Harper. A CBS não havia anunciado quem seria a estrela convidada do episódio.
Na turnê de inverno da Television Critics Association em 15 de janeiro de 2015, Chuck Lorre falou sobre o programa e não teve nada além de elogios a Sheen, dizendo: “Seria inapropriado não reconhecer o extraordinário sucesso que tivemos com Charlie e como estou agradecido, todos nós somos, por suas contribuições. E não há nada além de grandes sentimentos pelos oito anos e meio em que trabalhamos juntos. Mas como encerrar o show, é complicado. É um truque - é um postigo pegajoso. Porque, de certa forma, o programa se transformou em algo completamente diferente nos últimos quatro anos, e é algo que amamos e queremos honrar os dois. Então, como honrar os dois tem sido o desafio deste final. O outro desafio é como fazer as pessoas assistirem sem dizer o que é ", explicou. Ele disse que queria que o final homenageasse as duas épocas do show e que" não havia feridas" depois do que aconteceu com Sheen, dizendo "O que aconteceu, aconteceu. E sou grato pelo tempo que gostamos de trabalhar juntos e sou muito grato por Ashton ter aparecido e mantido as luzes acesas. Do que eu tenho que reclamar? Sou tão abençoado."  Quando perguntado sobre o final e a possibilidade do retorno de Sheen, o criador Chuck Lorre respondeu "Eu acho que os espectadores ficarão muito, muito satisfeitos com o final. É tudo o que vou dizer". Mais provocações sobre o retorno de Sheen foram dado com a revelação do título do episódio, "Claro que ele está morto".
A presidente da CBS, Nina Tassler, disse que Lorre havia planejado um "sanduíche de mistério" para o episódio final.  O episódio foi gravado em 6 de fevereiro de 2015  e foi ao ar em 19 de fevereiro de 2015. Demorou duas semanas para filmar. Lorre se aproximou do final com a intenção de fazer "tudo o que pudéssemos para fazer um final digno de ser assistido".
Jon Cryer revelou que, durante as filmagens para o final, "houve um dia de filmagens em que eles me chamaram e disseram: 'Você não está envolvido'. Eu fiquei tipo, o que? O que está acontecendo naquele dia? "  Os membros do elenco não tiveram permissão para ler o roteiro inteiro e não viram o episódio na íntegra até sua data de exibição. De acordo com Cryer, as filmagens do episódio foram muito emocionantes, e o final é diferente de qualquer final que ele já viu antes. A sequência animada de flashback que preencheu as lacunas entre a oitava e a nona temporada foi criada por uma empresa externa da Warner Bros. Apesar do formato de sitcom, o episódio foi filmado fora de sequência; foram apenas algumas cenas, em vez do habitual episódio completo, para proteger surpresas. Chuck Lorre disse aos membros da platéia que "você provavelmente não saberá o que estamos fazendo". Até Lorre ficou emocionado ao apresentar o episódio ao público: "Foi uma experiência inacreditável. Estou ficando um pouco emocionado ... Então, vou parar". Cada cena foi aplaudida por ex-produtores executivos atuais e atuais, incluindo Lorre e Lee Aronsohn. Ashton Kutcher disse que o episódio parecia mais um episódio inicial do programa das duas ou três primeiras temporadas, apontando o envolvimento de Lorre e Aronsohn com Don Reo e Jim Patterson dizendo: "Senti a presença deles na escrita, houve um pouco diferente". Mais de 100 pessoas que trabalham no programa lotaram a sala de estar para uma foto de grupo.
Lorre disse que todo mundo "se divertiu muito" e que o final foi "uma tentativa de reconhecer tudo o que passamos e tudo o que as pessoas esperavam do show". Ele disse que nenhuma despesa foi poupada para o final, pois eles não precisavam se preocupar com o orçamento, pois estavam encerrando o programa de qualquer maneira e, portanto, os produtores simplesmente "se empenharam". Com intuito de impedir que detalhes do enredo sejam divulgados, os atores convidados receberam apenas as páginas em que estavam envolvidos e certas frases com marca d'água. Antes de 2011, a ideia de como o programa poderia terminar era encarada como uma despedida chorosa de Jake para a faculdade.
O show foi filmado no palco 26 da Warner Brothers, que foi renomeado como "o palco dos dois homens e meio".
Posteriormente, Lorre revelou em sua Vanity que Sheen tinha recebido uma participação especial, onde ele caminhava até a porta da casa de praia, discursava sobre os perigos do uso de drogas e sua própria invencibilidade, momento em que seu personagem seria morto por um piano caindo. Sheen recusou e a cena foi filmada com um substituto, filmado por trás e sem diálogo. Ao discutir a infame última cena, Lorre disse que decidir se colocar na cena final "parecia  a coisa certa a se fazer. E como 'Ninguém sai daqui vivo' pode ser o tema desta série. A proposição de que alguém vitórias em algo assim é ridículo. Isso seria desconfortável para mim. Portanto, o segundo piano parecia a coisa certa a fazer".

## Elenco
Compuseram o elenco do episódio:
| Ator                  | Personagem      |
| --------------------- | --------------- |
| Jon Cryer             | Alan Harper     |
| April Bowlby          | Kandi           |
| Roger V. Burton       | Gaguinho        |
| Conchata Ferrell      | Berta           |
| Judy Greer            | Bridget Schmidt |
| Marin Hinkle          | Judith Melnick  |
| Angus T. Jones        | Jake Harper     |
| Ashton Kuthcer        | Walden          |
| Melanie Lynskey       | Rose            |
| Holland Taylor        | Evelyn Harper   |
| Jennifer Taylor       | Chelsea         |
| Emmanuelle Vaugier    | Mia             |
| Arnold Schwarzenegger | Delegado Wagner |
| Sophie Winkleman      | Zoey            |
| John Stamos           | Ele mesmo       |
| Amber Tamblyn         | Jenny Harper    |

## Vanity card
O cartão de vaidade exclusivo de Chuck Lorre, mostrado no final do episódio:
"Eu sei que muitos de vocês podem ficar desapontados por não terem visto Charlie Sheen no final desta noite. Para o registro, ele foi oferecido um papel. Nossa ideia era fazê-lo caminhar até a porta da frente na última cena, tocar a campainha, depois virar, olhar diretamente para a câmera e sair em um discurso maníaco sobre os perigos do abuso de drogas. Ele então explicava que esses perigos se aplicavam apenas às pessoas comuns. Que ele estava longe da média. Ele era um guerreiro ninja de Marte. Ele era invencível. E então jogávamos um piano nele. Achamos engraçado. Ele não fez. Em vez disso, ele queria que escrevêssemos uma cena comovente que definiria seu retorno à TV no horário nobre em uma nova sitcom chamada The Harpers, estrelada por ele e Jon Cryer. Também achamos engraçado".

## Recepção

### Audiência
"Of course he's dead" foi um episódio de 60 minutos que foi ao ar em 19 de fevereiro de 2015 na CBS. O final foi assistido por 13,52 milhões de espectadores e recebeu uma classificação de 3,2% / 9% de participação entre os adultos entre 18 e 49 anos. Isso significa que foi visto por 3,2% das pessoas de 18 a 49 anos assistindo televisão no momento da transmissão. Isso marcou um aumento significativo, de mais de quatro milhões de telespectadores, nas classificações do episódio anterior, "Não dê uma arma a um macaco". Ele também é considerado o episódio mais bem classificado da temporada, bem como o episódio mais bem classificado da série desde o episódio entrada na décima temporada "Bazinga! Isso é de um programa de TV ", que foi assistido por 13,71 milhões de telespectadores e recebeu uma participação de 3,9/12%. O episódio ficou em segundo lugar no período, sendo derrotado apenas pela série de drama Scandal, da ABC.

### Recepção da crítica
O episódio recebeu críticas mistas, com elogios à premissa, elenco e meta-humor, mas teve críticas pelo final da temporada e pelo anticlímax. A Entertainment Weekly achou que era uma boa peça de televisão, "parte da ousadia implacável inerente à natureza autorreferencial deve ser aplaudida". Eles elogiaram sua metafísica abertamente auto-referencial e sem desculpas: "Dois homens e meio nunca brigam com seu humor, com sua consciência do que o público pensava de seus atores. O final celebra isso por ser um dos mais meta-episódios da televisão já criada; goste ou não, Dois Homens e Meio não vai se desculpar por terminar dessa maneira". No geral, eles pensaram que "'Claro que ele está morto' é certamente uma das finais mais fascinantes no ar".
O IGN deu 3,5 de 10, dizendo: "Eu não acho que poderia ter um final pior do que um Charlie Harper sem rosto andando até a porta da frente da casa de Alan, um piano de cauda caindo na cabeça e depois um puxão para Chuck Lorre sentado na cadeira de diretor e se virando para dizer: 'Vencendo!' - e então um piano de cauda caindo sobre sua cabeça". No entanto, eles elogiaram o meta-humor inteligente.
A Time, por outro lado, fez uma crítica positiva do final, dizendo: "O seu adeus obsceno e sem sentimentalismos foi uma hora engraçada e profundamente estranha de marcar pontos, quebrar a quarta parede, negar abraços e lágrimas. TELEVISÃO". No geral, eles sentiram que "o show saiu não com um 'Adeus, velho amigo', mas com um 'Vejo você no inferno!'. Era apropriado? Elegante? Só sei que ri".
A Variety fez uma crítica negativa ao episódio, dizendo: "Mergulhar no lado comercial do programa de maneira tão implacável se sentiu seriamente mal orientado - e mais do que um pouco defensivo", e que "enquanto o despedimento tratava de um certo tipo de 'Vencedor', em o grande panteão dos finais da série isso não estava nem perto de servir um vencedor".
O Judão, disse que "Chuck Lorre brinca com metalinguagem, arrisca e ri do mesmo em um movimento tardio para uma série eternamente presa à figura de Charlie Sheen".

### Recepção de Charlie Sheen
Charlie Sheen, ex-astro da série, não gostou do episódio e do Vanity card final e lançou outro ataque a Lorre, dizendo:
"Isso é só ele. Eu não ligo mais. Eu não me importo se ele vive ou morre. Não importa. Não importa. Sério, isso nem importa. Ir tão baixo e ser imaturo e completamente sem evolução e tão estúpido? Na minha cara, sério? Você deve se sentir seguro, filho da puta. Você deve se sentir seguro onde mora. Droga!" 